# Baylor County
Das Baylor County ist ein County im Bundesstaat Texas der Vereinigten Staaten. Das U.S. Census Bureau hat bei der Volkszählung 2020 eine Einwohnerzahl von 3.465 ermittelt. Der Sitz der County-Verwaltung (County Seat) befindet sich in Seymour.

## Geographie
Das County liegt im Norden von Texas, etwa 60 km vor der Grenze zu Oklahoma und hat eine Fläche von 2334 Quadratkilometern, wovon 78 Quadratkilometer Wasserfläche sind. Es grenzt im Uhrzeigersinn an folgende Countys: Wilbarger County, Wichita County, Archer County, Young County, Throckmorton County, Haskell County, Knox County und Foard County.

## Geschichte

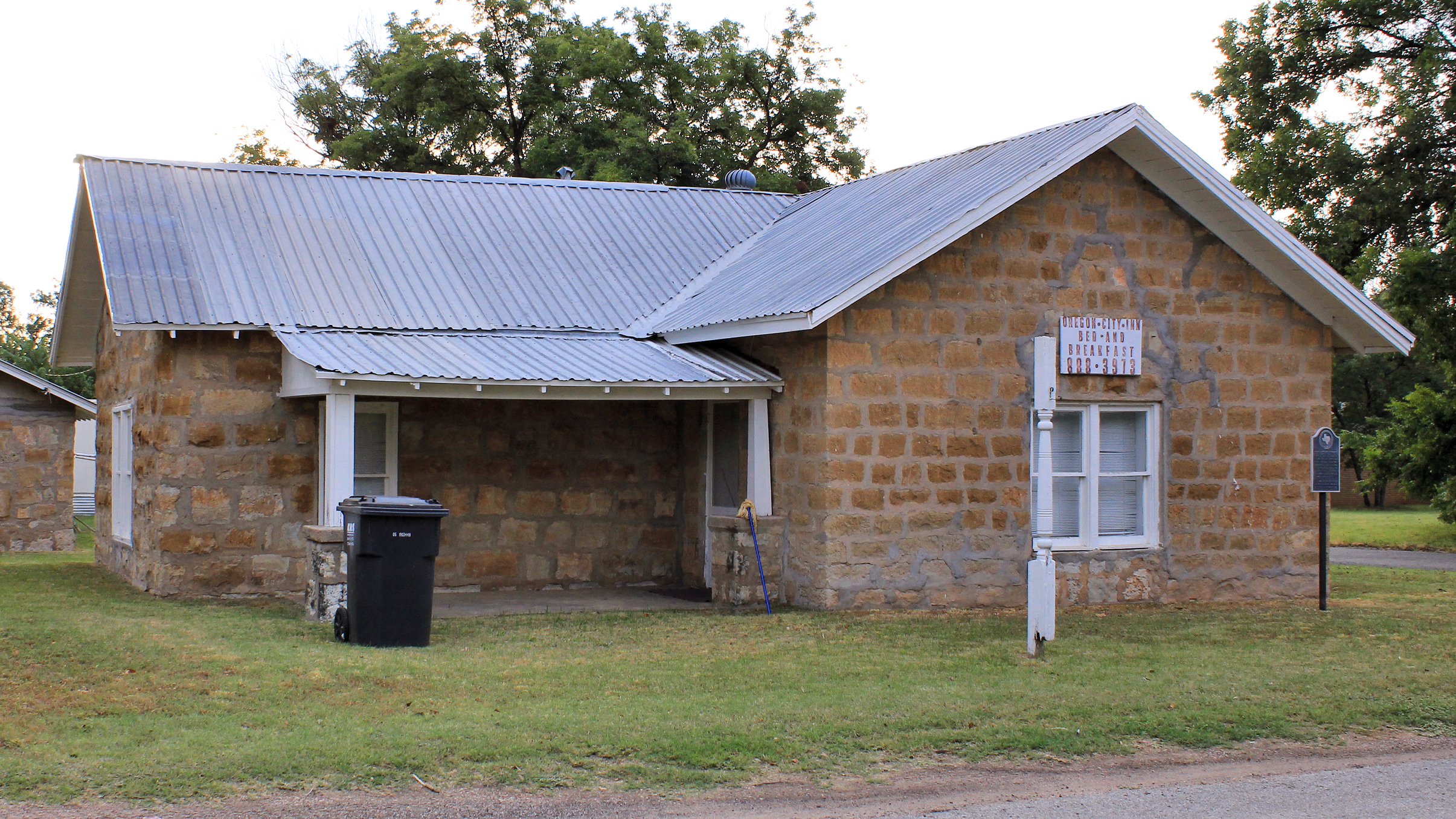
Altes Verwaltungsgebäude (2015)

Baylor County wurde am 1. Februar 1858 aus Teilen des Fannin County gebildet und die Verwaltungsorganisation am 12. April 1879 abgeschlossen. Benannt wurde es nach Henry Weidner Baylor (1818–1854), einem Feldarzt der Texas Rangers während des Mexikanisch-Amerikanischen Krieges.

## Demografische Daten
Nach der Volkszählung im Jahr 2000 lebten im Baylor County 4.093 Menschen in 1.791 Haushalten und 1.156 Familien. Die Bevölkerungsdichte betrug 2 Einwohner pro Quadratkilometer. Ethnisch betrachtet setzte sich die Bevölkerung zusammen aus 90,96 Prozent Weißen, 3,35 Prozent Afroamerikanern, 0,59 Prozent amerikanischen Ureinwohnern, 0,51 Prozent Asiaten, 0,12 Prozent Bewohnern aus dem pazifischen Inselraum und 3,32 Prozent aus anderen ethnischen Gruppen; 1,15 Prozent stammten von zwei oder mehr Ethnien ab. 9,33 Prozent der Einwohner waren spanischer oder lateinamerikanischer Abstammung.
Von den 1.791 Haushalten hatten 25,2 Prozent Kinder oder Jugendliche, die mit ihnen zusammen lebten. 53,5 Prozent waren verheiratete, zusammenlebende Paare 8,2 Prozent waren allein erziehende Mütter und 35,4 Prozent waren keine Familien. 33,3 Prozent waren Singlehaushalte und in 19,2 Prozent lebten Menschen im Alter von 65 Jahren oder darüber. Die durchschnittliche Haushaltsgröße betrug 2,26 und die durchschnittliche Familiengröße betrug 2,86 Personen.
23,4 Prozent der Bevölkerung war unter 18 Jahre alt, 5,5 Prozent zwischen 18 und 24, 21,4 Prozent zwischen 25 und 44, 25,6 Prozent zwischen 45 und 64 und 24,1 Prozent waren 65 Jahre alt oder älter. Das Medianalter betrug 45 Jahre. Auf 100 weibliche Personen kamen 89,5 männliche Personen und auf 100 Frauen im Alter von 18 Jahren oder darüber kamen 86,7 Männer.
Das jährliche Durchschnittseinkommen eines Haushalts betrug 24.627 USD, das Durchschnittseinkommen einer Familie betrug 34.583 USD. Männer hatten ein Durchschnittseinkommen von 21.607 USD, Frauen 19.571 USD. Das Prokopfeinkommen betrug 16.384. 16,1 Prozent der Einwohner 12,9 Prozent der Familien lebten unterhalb der Armutsgrenze.

## Orte im County
- Bomarton
- Mabelle
- Red Springs
- Round Timber
- Seymour
- Westover

## Schutzgebiete und Parks
- Seymour City Park